# Bistum Idah
Das Bistum Idah (lat.: Dioecesis Idahinus) ist eine in Nigeria gelegene römisch-katholische Diözese mit Sitz in Idah.

## Geschichte
Das Bistum Idah wurde am 26. September 1968 durch Papst Paul VI. aus Gebietsabtretungen des Bistums Lokoja als Apostolische Präfektur Idah errichtet. Am 17. Dezember 1977 wurde die Apostolische Präfektur Idah durch Paul VI. zum Bistum erhoben. Es ist dem Erzbistum Abuja als Suffraganbistum unterstellt.

## Ordinarien

### Apostolische Präfekten von Idah
- Leopold Grimard CSSp, 1968–1977

### Bischöfe von Idah
- Ephraim Silas Obot, 1977–2009
- Anthony Ademu Adaji MSP, seit 2009